# 이병민 (1857년)
이병민(李秉民, 1857년 음력 9월 7일 ~ ?)은 대한제국과 일제강점기의 관료이다. 본관은 완산이다.

## 생애
양반 가문에서 태어났다. 어려서부터 한학을 공부하여 1899년에 판임관 6등으로 관직에 들어섰다. 성균관을 시작으로 궁내부, 종친부와 혜민원 등에서 근무했다.
1908년에는 내부 소속으로 전라북도 고산군수를 지냈다. 고산군은 현 완주군 고산면에 있던 군으로, 1914년에 폐지되었다. 이때 품계는 정3품이었다. 1910년에 한일 병합 조약이 체결되면서 조선총독부 관리로 이동하였다.
조선총독부는 대한제국에서 임명된 일부 군수들을 그대로 현직에 머물도록 조치하였다. 이병민도 1910년 10월의 인사개편 때 고산군수로 다시 발령받았다. 1914년 2월에 대한제국 출신 군수들이 대거 정리될 때 퇴임하여, 총독부 군수로는 약 3년 반 동안 재직했다.
고산군수로 재직하던 1912년에 일본 정부로부터 한국병합기념장을 수여받았다. 퇴관 당시 종7위에 서위되어 있었다.
2008년 민족문제연구소가 발표한 친일인명사전 수록예정자 명단 중 관료 부문에 포함되었다.

## 참고자료
- 이병민(李秉民) - 국사편찬위원회